# Gérard Picolo
 (avril 2025).
Motif : Aucune source secondaire centrée et de qualité ne permet de vérifier la notoriété de ce joueur de l'époque amateure
- Archive Wikiwix
- Bing
- Cairn
- DuckDuckGo
- E. Universalis
- Gallica
- Google
- G. Books
- G. News
- G. Scholar
- Persée
- Qwant
- (zh) Baidu
- (ru) Yandex
- (wd) trouver des œuvres sur Wikidata

| 1. | Préciser le motif de la pose du bandeau. | Précisez le motif de la pose du bandeau en utilisant la syntaxe suivante : {{admissibilité à vérifier\|date=avril 2025\|motif=remplacez ce texte par le motif}}                    |
| 2. | Informer les utilisateurs concernés.     | Pensez à avertir le créateur de l'article, par exemple, en insérant le code ci-dessous sur sa page de discussion : {{subst:avertissement admissibilité à vérifier\|Gérard Picolo}} |

Gérard Piccolo est un ancien jouer et entraîneur de rugby à XV né en 1947 à Carcassonne
Gérard Piccolo est plus connu en tant qu’entraîneur. En tant que joueur son poste de prédilection était troisième ligne aile.

## Carrière de joueur
- CA Brive
- Toulouse Université Club (TUC)
- US Ussel

## Carrière d'entraineur
- Toulouse UC
- US Ussel
- CA Brive
- Section sports-études Rugby Ussel

## Palmarès
- Montée en Deuxième Division (équivalent Pro D2) avec l'US Ussel
- Vice-champion de France en 1975 avec le CA Brive.